# Coleambally
Coleambally – miasto w Australii, w stanie Nowa Południowa Walia.